# Камышлы (Челябинская область)
Камышлы — упразднённый посёлок (остановчный пункт) в Брединском районе Челябинской области России. Входил на год упразднения в Боровского сельсовета. Исключен из учётных данных в 1985 году.

## География
Располагался у одноименного остановочного пункта на линии Карталы - Никель Южно-Уральской железной дороги, на расстоянии примерно 2,5 км по прямой к юго-востоку от села Боровое.

## История
По данным на 1970 год посёлок путевой пост Камышлы входил в состав Боровского сельсовета.
Исключен из учётных данных Решением Челябинского облисполкома от 30 декабря 1985 года № 573.

## Население
| 1970 | 1977 | 1983 |
| ---- | ---- | ---- |
| 7    | →7   | ↘2   |